# 洛格罗桑
洛格罗桑，是西班牙埃斯特雷马杜拉卡塞雷斯省的一个市镇。总面积365平方公里，总人口2315人（2001年），人口密度6人/平方公里。